# Ер-Растан
Ер-Растан (араб. الرستن‎) — місто в центрі Сирії, у провінції Хомс. Місто розташоване на річці Оронт та на трасі Дамаск — Алеппо, на 25 км на північ від адміністративного центра провінції — міста Хомс та на 22 км на південь від міста Хама.
В січні 2012, місто було захоплене озброєною опозицією.